# برج بلاكبول
برج بلاكبول هو مزار سياحي يقع في بلاكبول،لانكشر،إنجلترا.تم افتتاحه في 14 مايو 1894 عند بنائه كان أطول مبنى في الإمبراطورية البريطانية.